# Kaynarca
Kaynarca ist eine Stadtgemeinde (Belediye) im gleichnamigen Ilçe (Landkreis) der Provinz Sakarya und gleichzeitig eine Gemeinde der 2000 geschaffenen Büyüksehir belediyesi Sakarya (Großstadtgemeinde/Metropolprovinz) in der Türkei. Seit der Gebietsreform 2013 ist die Gemeinde flächen- und einwohnermäßig identisch mit dem Landkreis. Die Im Stadtlogo vorhandene Jahreszahl (1960) dürfte auf das Jahr der Ernennung zur Stadtgemeinde (Belediye) hinweisen.
Kaynarca liegt im Norden der Provinz und grenzt im Osten an Karasu und Ferizli, im Süden an Adapazarı und Söğütlü, im Westen an die Provinz Kocaeli und im Norden ans Schwarze Meer. Durch den Ort verläuft die D 020 von Adapazarı nach Istanbul, davon zweigt die D-014 ab, die ans Schwarze Meer nach Karasu führt. Im Landkreis fließen verschiedene Bäche zum Schwarzen Meer, darunter der Kaynarca Deresi. Zum Meer hin endet der Landkreis in Sandstrand.
Kaynarca gehörte seit 1868 zum Kaza Kandıra im Vilâyet Kocaeli und wurde am 1. April 1959 ein selbständiger Landkreis (Gesetz Nr. 7033). 1966 wechselte der Kreis in die Provinz Sakarya (Gesetz Nr. 714).
(Bis) Ende 2012 bestand der Landkreis aus der Kreisstadt und 41 Dörfern (Köy), die während der Verwaltungsreform 2013 in Mahalle (Stadtviertel, Ortsteile) überführt wurden. Den Mahalle stand und steht ein Muhtar als oberster Beamter vor. 
Ende 2020 lebten durchschnittlich 538 Menschen in jedem dieser 45 Mahalle, 2.498 Einw. im bevölkerungsreichsten (Orta Mah.).